# Улица Кузнецова (Томск)
У́лица Кузнецо́ва — улица в Томске. Пролегает от улицы Герцена до проспекта Кирова.

## История
Современное название получила 8 мая 1964 года, названа в честь выдающегося томского учёного-физика академика В. Д. Кузнецова (1887—1963).
Образована из части улицы Крылова и части Черепичной улицы. Черепичная улица впервые упоминается в Регистре улиц в 1853 году, проходила от Новособорной площади к лагерям томского полка. По-видимому, название «Черепичная улица» связано с находившимися здесь в то время кирпичными и черепичными производствами, которые упоминаются в документах РГАДА.
31 октября 1899 года в доме 6 по Черепичной улице была открыта некоторое время не действовавшая общественная библиотека Томска. Библиотекарем в ней стала Юлия Николаевна Милютина, жена А. И. Милютина, библиотекаря Университета.

## Достопримечательности
д. 17 — «Дом со шпилем», стиль модерн. В конце XIX века принадлежал В. И. Василькову. В 1902 году здесь была открыта первая частная музыкальная школа в Томске Камиллы Ивановны Томашинской (с 1907 года — школа Марии Шиловской)
д. 18 — принадлежал Николаю Михайловичу Пепеляеву (1858—1916), начальнику Томского гарнизона, отцу Виктора и Анатолия Пепеляевых — видных участников революционных событий 1917 года и Гражданской войны в России.
д. 20 — в этом доме в 1910 году родилась Лидия Николаевна Делекторская — русская переводчица, секретарь великого французского художника XX века Анри Матисса.
д. 24 — особняк, построен в середине XIX века,  № 7000141000
д. 26 — бывший доходный дом Д. Д. Акулова (стиль модерн, архитектор А. И. Лангер), ныне — Томский областной противотуберкулезный диспансер.
д. 30 — архитектор В. Ф. Оржешко (?). В 1930—1941 годах в доме проживал профессор В. Н. Кессених, в 1929—1951 годах — Э. Денисов.